# Chiesa di Santa Maria Assunta in Cielo (Apice)
L'insigne chiesa collegiata di Santa Maria Assunta in Cielo è il principale edificio religioso di Apice Vecchia.

## Architettura
Di origine longobarda, la chiesa ha forma di croce latina. La facciata è arricchita da un sepolcro in travertino della prima metà del XV secolo, che ospitava le spoglie mortali del Molto Rev. D. Angelo Germano, arciprete e abate di Santa Maria. Di un'altra statua raffigurante una badessa, ugualmente inserita nella facciata, non rimane più traccia. 
L'interno è a tre navate separate da colonnati in stile ionico. Dei 18 altari in marmi policromi che erano presenti nel XV secolo se ne conservano soltanto alcuni; l'altare maggiore è affiancato dalle sculture settecentesche di due angeli. L'abside ospita un coro ligneo di buona fattura. I dipinti cinquecenteschi rappresentano la Risurrezione di Cristo e l'Ascensione. Il campanile originario della chiesa fu distrutto dal terremoto del 1930 ed è stato sostituito da uno di edificazione recente. La casa arcipretale, di epoca sconosciuta, fu ristrutturata nel 1728 a spese dell'abate e arciprete don Paolo Barone, previo assenso della curia beneventana. Nel catasto onciario di Apice risulta che la casa arcipretale nel 1742, quando vi dimorava la famiglia Barone, era composta da undici stanze superiori e inferiori, più locali annessi, una cisterna per l'acqua e una loggia, nonché da alcune stanze posteriori, dei casali e un giardino.

## Storia
L'insigne chiesa abbaziale e collegiata di Santa Maria Assunta in Cielo era presente nel territorio di Apice già in epoca longobarda. Nel XV secolo la chiesa abbaziale era soggetta direttamente al patriarca di Costantinopoli, come dimostra la foggia degli abiti del Molto Rev. D. Angelo Germano, che vestiva ancora alla greca. Diverse parrocchie erano sottoposte all'autorità dell'abbazia: la principale era quella di Santa Maria, che traeva il nome dall'edificio ecclesiastico. Soltanto in occasione della visita dell'arcivescovo di Benevento Pietro Francesco Orsini (successivamente pontefice con il nome di Benedetto XIII), nel 1693, all'antica parrocchia di Santa Maria fu annessa quella di San Pietro, che da quel momento fu sotto il diretto controllo del signor abate e arciprete. 
Nel Quattrocento l'abbazia dispensava circa trenta benefici ecclesiastici, era dotata di prigioni, privilegio comunemente vescovile, era dotata di jus in clerum et in populum. Il capitolo quattrocentesco era composto da venticinque canonici ebdomadarî, il cui numero variò nel corso dei secoli. Nel 1730, quando esso si era ridotto a soli sette membri, il Rev.mo don Paolo Barone, insieme con gli altri rappresentanti del clero e dell'università, presentò richiesta all'Ill.mo vicario apostolico di S.E. l'arcivescovo di elevare a dodici il numero dei partecipanti del capitolo.

Gli abati di Apice avevano dignità e giurisdizione quasi vescovile, come quelli di Montevergine, Cava dei Tirreni e Montecassino.